# ۱۵۴۶ (میلادی)
۱۵۴۶ (میلادی) هزار وپانصد و چهل و ششمین سال تقویم میلادی است.

## رویدادها

### ژانویه–ژوئن
- ۱۹ مه – در پی شکست خاندان اوئه‌سوگی در اقدام برای بازپس‌گیری قلعه کاواگوئه از خاندان هوجوی اخیر، محاصره قلعه کاواگوئه پایان یافت.
- ۷ ژوئن – پیمان آردرس (همچنین شناخته شده با نام پیمان کمپ) امضا شد، و در نتیجهٔ این پیمان، صلح میان پادشاهی‌های انگلستان و فرانسه برقرار شد و جنگ ایتالیا در ۱۵۴۲–۱۵۴۶ پایان یافت.[۱]

### ژوئیه–دسامبر
- ۱۰ ژوئیه – جنگ اشمالکالدیک، که یک مناقشهٔ سیاسی میان نیروهای شاهنشاهی تحت فرمان کارل پنجم، امپراتور مقدس روم و نیروهای لوتری اتحاد اشمالکالدیک بود، آغاز شد.
- ۴ نوامبر – کلیسای مسیح، آکسفورد به عنوان یک کالج و توسط هنری هشتم انگلستان از نو بنیانگذاری شد.
- ۱۹ دسامبر – کالج ترینیتی کمبریج توسط هنری هشتم انگلستان بنیان نهاده‌شد.[۲]

### تاریخ ناشناخته
- کاترینا فون بورا به ماگدبورگ گریخت.
- میکل‌آنژ به عنوان معمار ارشد کلیسای سن پیترو در روم منصوب شد.
- تسخیر یوکاتان به دست اسپانیایی‌ها به انجام رسید.
- شهر پوتوسی، در منطقه‌ای که امروزه با نام کشور بولیوی شناخته می‌شود، توسط اسپانیایی‌ها و بعنوان یک شهر معدنی بنیانگذاری شد. تا پیش از سقوط امپراتوری اسپانیا در ابتدای سدهٔ ۱۹ میلادی، بیشتر ثروت این امپراتوری را نقرهٔ استخراج شده از معدنهای کوه هواینا پوتوسی در شهر پوتوسی تشکیل می‌داد.

## زادگان
- ۲۷ ژانویه – یوآخیم فریدریش، انتخاب‌کنندهٔ برندنبرگ (د. ۱۶۰۸)
- ۱ فوریه – موگامی یوشی‌آکی، دایمیوی ژاپنی در قلمروی یاماگاتا (د. ۱۶۱۴)
- ۴ فوریه – جاکوب مونو، نویسنده و زبان‌شناس لهستانی (د. ۱۶۰۳)
- ۱۴ فوریه – یوهان پیستوریوس، تاریخ‌نگار آلمانی (د. ۱۶۰۸)
- ۱۶ مارس – فرانچسکو باربارو، سیاستمدار ایتالیایی (د. ۱۶۱۶)
- ۲۱ مارس – بارتولوموس اسپرانگر، نقاش فلامانی (د. ۱۶۱۱)
- ۲۵ مارس – جیاکومو کاسلوترو، نویسندهٔ ایتالیایی (د. ۱۶۱۶)
- ۲۷ مارس – یوهانس پیسکاتور، خداشناس آلمانی (د. ۱۶۲۵)
- ۲۹ مارس – آن داس اسارس دی جیوری، کاردینال کاتولیک فرانسوی (د. ۱۶۱۲)
- ۱ آوریل – نانبو نوبونائو، دایمیوی ژاپنی (د. ۱۵۹۹)
- ۲۰ آوریل – برناردو دی سندوال یو روجا، کاردینال کاتولیک اسپانیایی (د. ۱۶۱۸)
- ۱۴ ژوئن – ولفگانگ، کنت ههنلهه-وایکرزهایم، کنت آلمانی (د. ۱۶۱۰)
- ۲۴ ژوئن – رابرت پرسنز، کشیش ژزوئیت انگلیسی (د. ۱۶۱۰)
- ۲۹ ژوئن – دوروتی از دانمارک، دوشیزهٔ برانسویک-لونبورگ، (۱۵۶۱–۱۵۹۲) (د. ۱۶۱۷)
- ۴ ژوئیه – مراد سوم، سلطان عثمانی (د. ۱۵۹۵)
- ۱۰ اوت – جولیان ناساو-دیلنبورگ، شاهزادهٔ هلندی (د. ۱۵۸۸)
- ۱۳ اوت – یان اوپالینسکی، نجیب‌زادهٔ لهستانی و دژبان روگوزین (د. ۱۵۹۸)
- ۳۱ اوت – دانیل آدام زولساوینا، فرهنگ‌نویس چک (د. ۱۵۹۹)
- ۶ سپتامبر – پدرو د تولدو اوسوریو، مارکیس پنجم ویلافرانکا، نجیب‌زاده و سیاستمدار اسپانیایی (د. ۱۶۲۷)
- ۱۱ سپتامبر – آریلد هیتفلد، مورخ دانمارکی (د. ۱۶۰۹)
- ۱۳ سپتامبر – ایزابلا بندیدیو، خواننده و نجیب‌زاده در دربار رنسانس فرارا (د. ۱۶۱۰)
- ۵ اکتبر – رودولف اسنلیوس، زبان‌شناس و ریاضی‌دان هلندی (د. ۱۶۱۳)
- ۵ اکتبر – سیریاکوس اشنیگاس، ترانه‌سرای آلمانی (د. ۱۵۹۷)
- ۱۱ نوامبر – ریچارد مادوکس، کاشف انگلیسی (د. ۱۵۸۳)
- ۱۴ دسامبر – تیکو براهه، ستاره‌شناس و نویسنده دانمارکی (د. ۱۶۰۱)
- تاریخ ناشناخته
  - ویلیام بارکلی، حقوقدان اسکاتلندی (د. ۱۶۰۸)
  - لوکا باتی، هنرمند باروک ایتالیایی (د. ۱۶۰۸)
  - فیلیپ دسپورت، شاعر فرانسوی (د. ۱۶۰۶)
  - توماس دیگز، ستاره‌شناس انگلیسی (د. ۱۵۹۵)
  - تاکدا کاتسویوری، نجیب‌زادهٔ ژاپنی (د. ۱۵۸۲)
  - توبیاس متیو، اسقف اعظم یورک (د. ۱۶۲۸)
  - میکولای هفتم رادزیویل، نجیب‌زادهٔ لهستانی (د. ۱۵۶۵)
  - گاسپاره تالیاکوتزی، جراح و کالبدشناس ایتالیایی (د. ۱۵۹۹)
- تاریخ احتمالی – لودویگ الزویر، چاپگر هلندی (د. ۱۶۱۷)

## درگذشتگان
- ۱۱ ژانویه
  - ارنست یکم، دوک برانسویک-لونبورگ (ز. ۱۴۹۷)
  - گادنزیو فراری، نقاش و مجسمه‌ساز ایتالیایی (ز. ۱۴۷۱)
- ۱۸ فوریه – مارتین لوتر، اصلاح‌طلب مذهبی آلمانی (ز. ۱۴۸۳)
- ۲۳ فوریه – فرانسیس، کنت آنگیین، رهبر نظامی فرانسوی (ز. ۱۵۱۹)
- ۱ مارس – جورج ویشارت، اصلاح‌طلب مذهبی اسکاتلندی (ز. ۱۵۱۳)
- ۲۶ مارس – توماس الیوت، پژوهشگر و سیاستمدار انگلیسی (ز. ۱۴۹۰)
- ۷ آوریل – فریدریش مایکونوس، خداشناس لوتری آلمانی (ز. ۱۴۹۱)
- ۱۷ مه – فیلیپ فون هاتن، کاشف آلمانی (ز. ۱۵۱۱)
- ۲۸ مه – اوتاویانی دی مدیچی، سیاستمدار ایتالیایی (ز. ۱۴۸۴)
- ۲۹ مه – دیوید بیتن، کاردینال کاتولیک اسکاتلندی (به قتل رسیده) (ز. ۱۴۹۴)
- ۱۳ ژوئن – فریدولین زیکر، آهنگساز سوییسی (ز. ۱۴۹۰)
- ۴ ژوئیه – بارباروس خیرالدین پاشا، دریاسالار اهل الجزیره (ز. ۱۴۷۵)
- ۹ ژوئیه – رابرت مکسول، لرد پنجم مکسول، سیاستمدار اسکاتلندی (ز. ۱۴۹۳)
- ۱۶ ژوئیه – آن آسکیو، پروتستان انگلیسی (سوزانده شده) (ز. ۱۵۲۱)
- ۱ اوت – پیتر فیبر، خداشناس ژزوئیت فرانسوی]] (ز. ۱۵۰۶)
- ۳ اوت
  - اتیان دوله، پژوهشگر و چاپگر فرانسوی (ز. ۱۵۰۹)
  - آنتونیو دا سانگالو یانگر، معمار ایتالیایی (ز. ۱۴۸۴)
- ۱۲ اوت – فرانسیسکو دو ویتوریا، خداشناس رنسانسی (ز. ۱۴۹۲)
- ۱ نوامبر – جولیو رومانو، نقاش ایتالیایی (ز. ۱۴۹۹)